# Uto-Azteekse talen

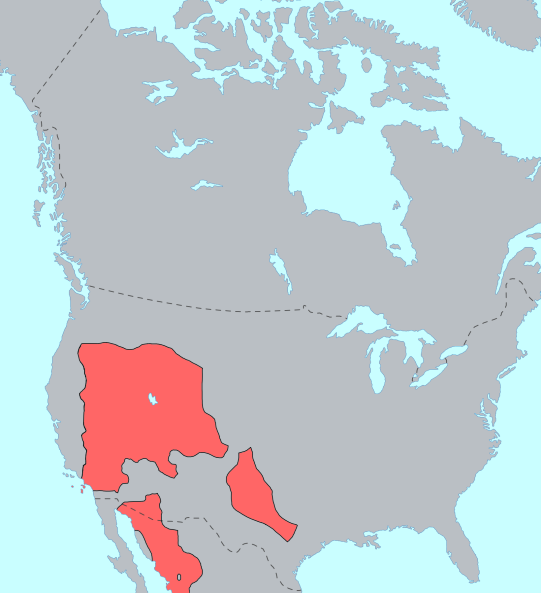
Uto-Azteekse talen (Deze kaart geeft het Uto-Azteekse spraakgebied in Centraal- en Zuid- Mexico niet weer)

De Uto-Azteekse talen zijn een indiaanse taalfamilie. Ze worden gesproken van het Mid-Westen van de Verenigde Staten tot El Salvador. De familie komt aan zijn naam door de Ute uit Utah en de Azteken uit Mexico, naast de Shoshone en Comanche de bekendste volken die een Uto-Azteekse taal spreken.

## Indeling
De Uto-Azteekse taalfamilie wordt sinds het begin van de twintigste eeuw door taalkundigen aanvaard. Over de indeling in subfamilies bestaat nog geen algemene overeenstemming. Volgens Benjamin Lee Whorf vormen de Uto-Azteekse talen samen met de Kiowa-Tanotalen de Azteeks-Tanotalen en Joseph Greenberg heeft de Uto-Azteekse talen samen met vrijwel alle inheemse talen van Amerika ingedeeld bij de Amerindische talen. Beide hypotheses worden echter door de linguïstische gemeenschap verworpen.

## Kenmerken
De talen van de Uto-Azteekse taalfamilie zijn agglutinerend, en kennen daardoor vaak bijzonder lange woorden.

## Lijst van Uto-Azteekse talen
- Noordelijk Uto-Azteekse talen
  - Hopi
  - Numische talen
    - Westelijk Numische talen
      - Mono
      - Noordelijk Paiute

    - Centrale Numische talen
      - Comanche
      - Panamint
      - Shoshone

    - Zuidelijke Numische talen
      - Kawaiisu
      - Ute (Zuidelijk Paiute)

  - Takische talen
    - Cupan talen
      - Cahuilla
      - Cupeño
      - Luiseño
      - Kitanemuk†
      - Serrano
      - Tongva (Gabrieliño)†

  - Tubatulabal
- Zuidelijk Uto-Azteekse talen)
  - Corachol-Azteekse talen
    - Cora-Huicholtalen
      - Cora
      - Huichol
      - Santa Teresa Cora

    - Nahuatalen
      - Nahuatl
      - Pipil (Nawat)
      - Pochuteeks†

  - Pimische talen
    - Noordelijk Tepehuaans
    - O'odham (Pima, Papago)
    - Pima Bajo (Bergpima)
    - Tepecano†
    - Zuidelijk Tepehuaans

  - Taracahitische talen
    - Cahita
    - Guarijío
    - Mayo
    - Ópata (Eudeve)†
    - Tarahumara
    - Tubar†
    - Yaqui